# Panowanie Boskie
Panowanie Boskie – ogólnoświatowa seria kongresów (dużych spotkań religijnych), zorganizowanych przez Świadków Jehowy, które rozpoczęły się w czerwcu 1972 roku na półkuli północnej, a zakończyły się w lutym 1973 roku na półkuli południowej.

## Kongresy na świecie
Pięciodniowe kongresy odbyły się w przeszło 140 krajach.
Ponad 150 pięciodniowych (4 sesji porannych, 5 popołudniowych i 4 wieczornych) oficjalnych kongresów na świecie, na których obecnych było 1 246 419 osób. Ochrzczono 29 087 osób.
Świadkowie Jehowy w Polsce pomimo obowiązującego od roku 1950 zakazu działalności, latem większymi grupami spotykali się w lasach, na jednodniowych tzw. konwencjach leśnych, na których przedstawiono główne punkty programu kongresu.
W Austrii odbył się pięciodniowy wielojęzyczny kongres na wiedeńskim Prater-Stadionie oraz na pobliskim torze wyścigów konnych. Przybyły ogółem 31 363 osoby, a 733 zostały ochrzczone.
W Belgii liczba obecnych wyniosła 19 826 osób, a 676 ochrzczono.
Na kongresy w Danii przybyły 21 242 osoby, 405 zostało ochrzczonych.
W Finlandii liczba obecnych wyniosła 18 021 osób, a 452 ochrzczono.
W kongresach we Francji uczestniczyły 58 042 osoby, 2391 zostało ochrzczonych.
Na sześć kongresów w Hiszpanii przybyło 24 000 osób, a 1291 ochrzczono.
W kongresach w Holandii wzięło udział 36 096 osób, ochrzczono 726.
W Kanadzie na kongresach zgromadziły się 95 054 osoby, a ochrzczono 1703.
Kongres w Luksemburgu zgromadził 2721 osób, ochrzczono 40 osób.
W Norwegii liczba obecnych wyniosła 7877 osób, 454 osoby ochrzczono.
Na kongresy w Republice Federalnej Niemiec przybyło 93 369 osób 1380 ochrzczono.
W Szwajcarii liczba obecnych wyniosła 13 028 osób, 253 osoby ochrzczono.
Kongresy w Szwecji zgromadziły 18 325 osób, ochrzczono 427 osób.
Na 80 stadionach w Stanach Zjednoczonych obecne były 795 863 osoby. Wśród 15 512 ochrzczonych, była Margaret Keane.
Pomimo napiętej sytuacji politycznej zorganizowano w Kampali w Ugandzie kongres, na który zaproszono delegatów z Kenii, Etiopii i Tanzanii. Skorzystało z niego 937 osób, a 34 ochrzczono.
W Wielkiej Brytanii liczba obecnych wyniosła 92 589 osób, 1199 osób zostało ochrzczonych.
Na kongresy we Włoszech przybyły 36 884 osoby, 1601 ochrzczono.

## Ważne punkty programu
- Dramaty (przedstawienia kostiumowe):
  - Ile miłosierdzia potrafisz okazać?
  - Przepaszcie się uniżeniem umysłu
  - Służ Jehowie całą duszą
- Wykład publiczny:
  - Panowanie Boskie – jedyna nadzieja całej ludzkości
- Rezolucja: Petycja dotycząca prześladowań Świadków Jehowy w Malawi.

Kongres skupiał się na kwestii „nawiązania i utrzymania właściwych stosunków z Jehową, opartych na pełnym uznaniu Jego zwierzchnictwa, czyli panowania (…) Jeden z najważniejszych tematów dotyczył struktury organizacyjnej Świadków Jehowy – grona starszych w zborze i ich obowiązków (…) Program od początku do końca podkreślał, że chrześcijanin powinien w każdej dziedzinie życia kierować się faktem, iż uznaje panowanie Boże”.

## Kampania informacyjna
W miastach kongresowych, przed południem drugiego dnia kongresu zgromadzeni głosiciele wyruszali zapraszać mieszkańców na program.